# Dobsonia pannietensis
Il pipistrello della frutta dal dorso nudo di Panaeati (Dobsonia pannietensis De Vis, 1905) è un pipistrello appartenente alla famiglia degli Pteropodidi, endemico di alcune isole vicino alla Nuova Guinea.

## Descrizione

### Dimensioni
Pipistrello di medie dimensioni, con la lunghezza della testa e del corpo tra 150 e 203 mm, la lunghezza dell'avambraccio tra 108 e 125 mm, la lunghezza della coda tra 21 e 36 mm, la lunghezza del piede tra 30 e 34 mm, un'apertura alare fino a 86 cm e un peso fino a 304 g.

### Aspetto
La pelliccia è corta. La testa è bruno-nerastra, le spalle sono bruno-rossastre, mentre le parti ventrali sono bruno-giallastre. Nella sottospecie D.p.remota è presente una macchia rossastra nella parte centrale dell'addome. Sono presenti dei peli ruvidi, lunghi ed eretti intorno a delle ghiandole situate su ogni lato del collo. Il muso è relativamente corto e largo, le narici sono leggermente tubulari, gli occhi sono grandi. Le orecchie sono lunghe e appuntite. Le membrane alari sono attaccate lungo la spina dorsale, dando l'impressione di una schiena priva di peli. Gli artigli sono marroni chiari. La coda è ben sviluppata, mentre l'uropatagio è ridotto ad una sottile membrana che si estende lungo la parte interna degli arti inferiori.

## Biologia

### Comportamento
Si rifugia in gruppi all'interno di grotte o talvolta nelle cavità degli alberi.

### Alimentazione
Si nutre di frutta.

### Riproduzione
Una femmina gravida con un embrione è stata catturata sull'isola di Goodenough alla fine di agosto, altre a metà ottobre mentre una che allattava è stata osservata sull'isola di Woodlark agli inizi di agosto.

## Distribuzione e habitat
Questa specie è diffusa in alcune isole vicino alla Nuova Guinea.
Vive nelle foreste fino a 1800 metri di altitudine.

## Tassonomia
Sono state riconosciute due sottospecie:
- D.p. pannietensis: Isole di D'Entrecasteaux: Goodenough, Normanby, Fergusson; Isole Louisiade: Misima, Rossel, Panaeati, Sideia, Tagula, Woodlark;
- D.p. remota (Cabrera, 1920): Isole Trobriand: Kiriwina.

## Conservazione
La IUCN Red List, considerato l'areale ristretto e il proprio habitat in continuo declino, classifica D. pannietensis come specie prossima alla minaccia di estinzione (Near Threatened).